# Der Rücksichtslose
Der Rücksichtslose (französisch Par le sang des autres) ist ein französisches Kriminaldrama von Marc Simenon aus dem Jahr 1974 mit Yves Beneyton.

## Handlung
Ein attraktiver junger Mann, hinter dessen schönem Äußeren sich ein Psychopath verbirgt, nimmt in einem kleinen Dorf eine Mutter und deren Tochter als Geiseln. Der Bürgermeister, die Polizei, eine Prostituierte und ein Priester versuchen zu vermitteln. Erst die Tochter des Bürgermeisters findet zu ihm Zugang und verliebt sich in ihn. Als der Mann sich ergeben will, wird er erschossen.